# Elodes minuta
Elodes minuta là một loài bọ cánh cứng trong họ Scirtidae. Loài này được Linnaeus miêu tả khoa học năm 1767.